# Ophiodothella tithoniae
Ophiodothella tithoniae är en svampart som beskrevs av Chardón 1934. Ophiodothella tithoniae ingår i släktet Ophiodothella och familjen Phyllachoraceae.   Inga underarter finns listade i Catalogue of Life.